# Exército da África do Sul

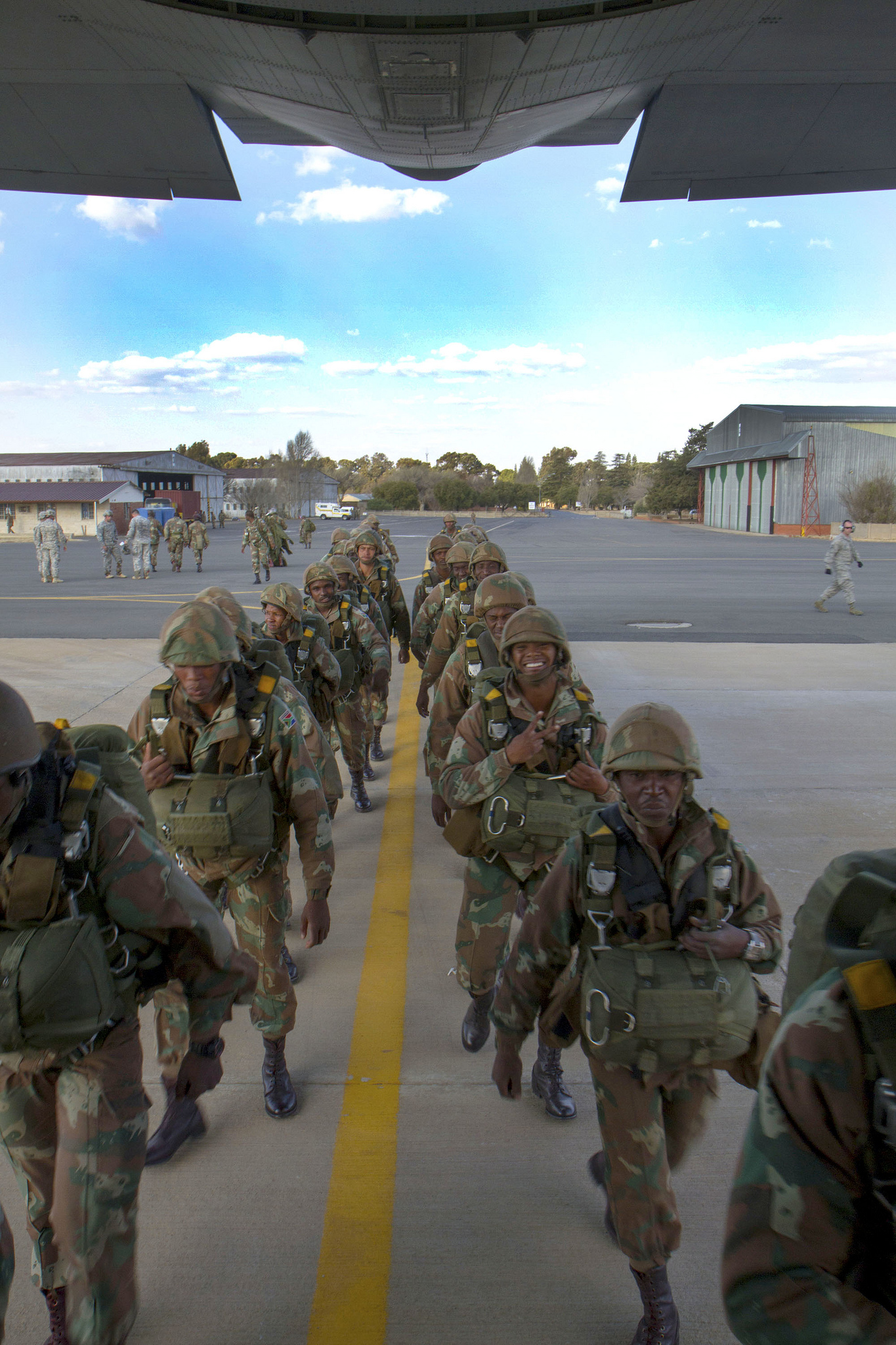
Soldados sul-africanos embarcando em um C-130.

O Exército Sul-Africano (em inglês:  South African Army) é o componente terrestre das forças armadas da África do Sul, criada em 1910. Surgiu como forças de defesa e milícias, devido a desconfiança dos africânderes de exércitos regulares. Eles lutaram ao lado dos britânicos nas duas guerras mundiais, mas cortaram os laços com a Commonwealth em 1948 com a subida do Partido Nacional ao poder. O partido, de linha dura antissocialista, impôs a política do apartheid à nação, o que levou a tensões nas fronteiras com o Sudoeste Africano, atual Namíbia, em 1966.
Com o fim do regime de segregação racial do apartheid no começo da década de 1990, as forças armadas assumiram um novo papel na nova África do Sul. O exército voltou-se mais para missões de paz da ONU e da União Africana no sul do continente. É considerado um dos melhores exércitos da África. Atualmente conta com mais de 40 mil combatentes a sua disposição.

## Fotos

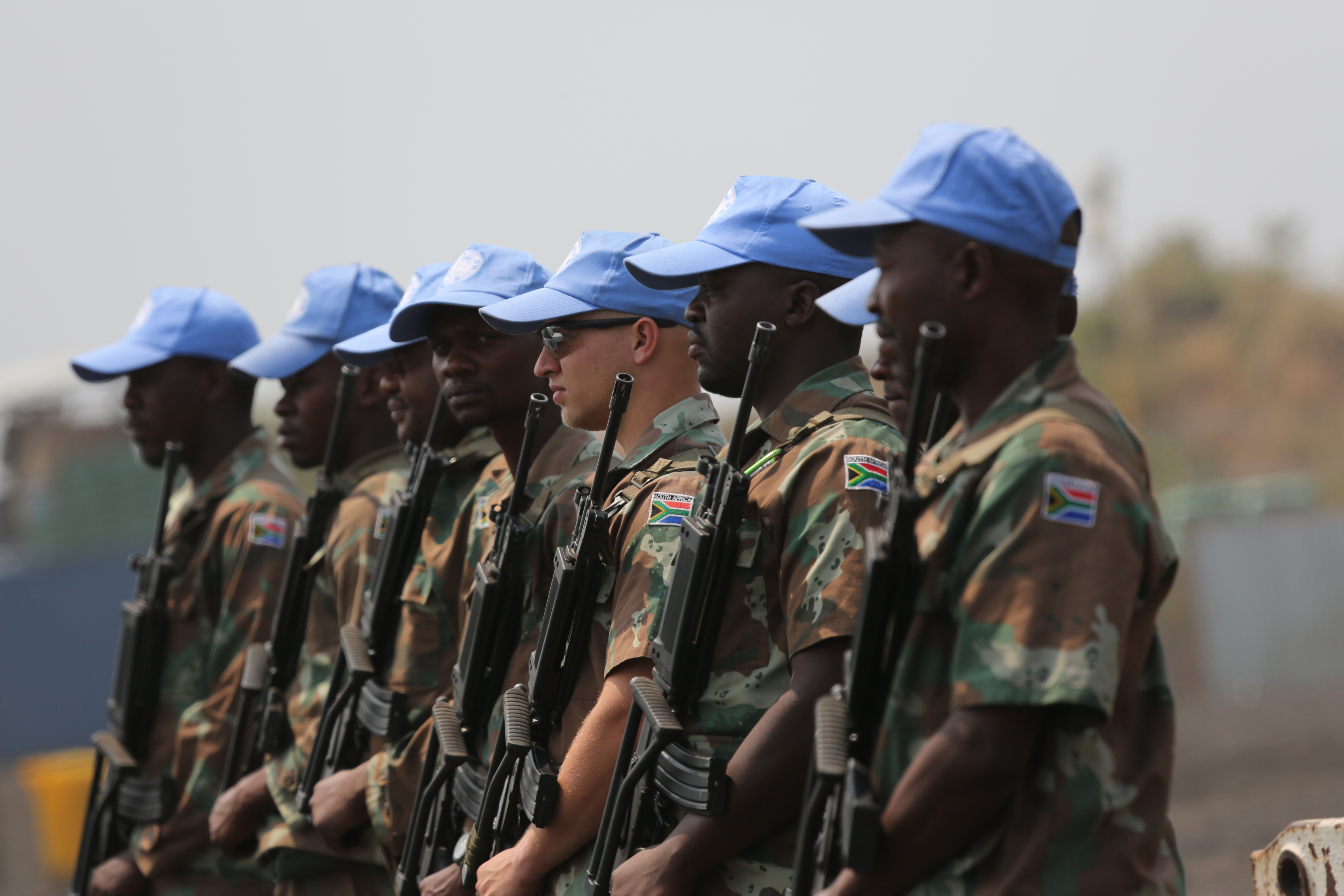
Solados do exército da África do Sul.
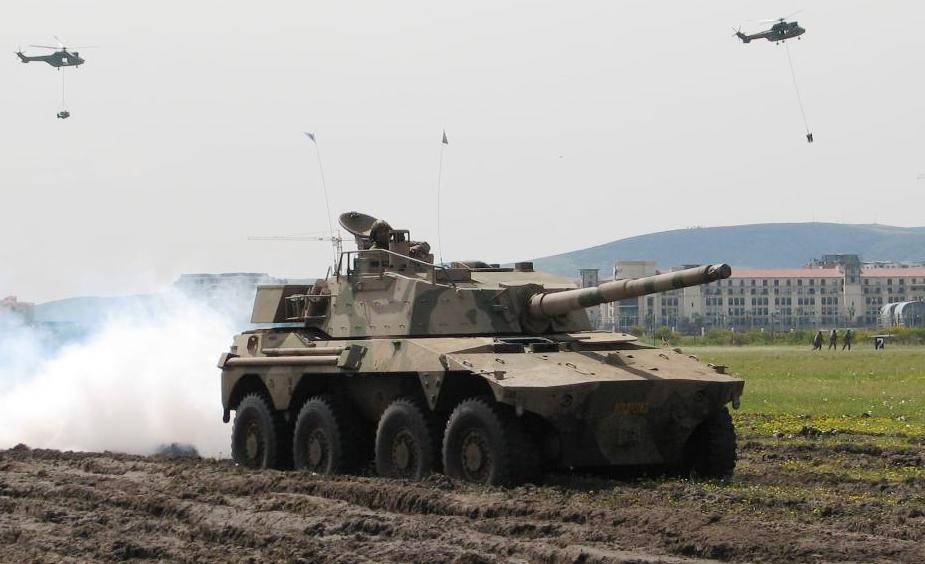
Um blindado Rooikat.
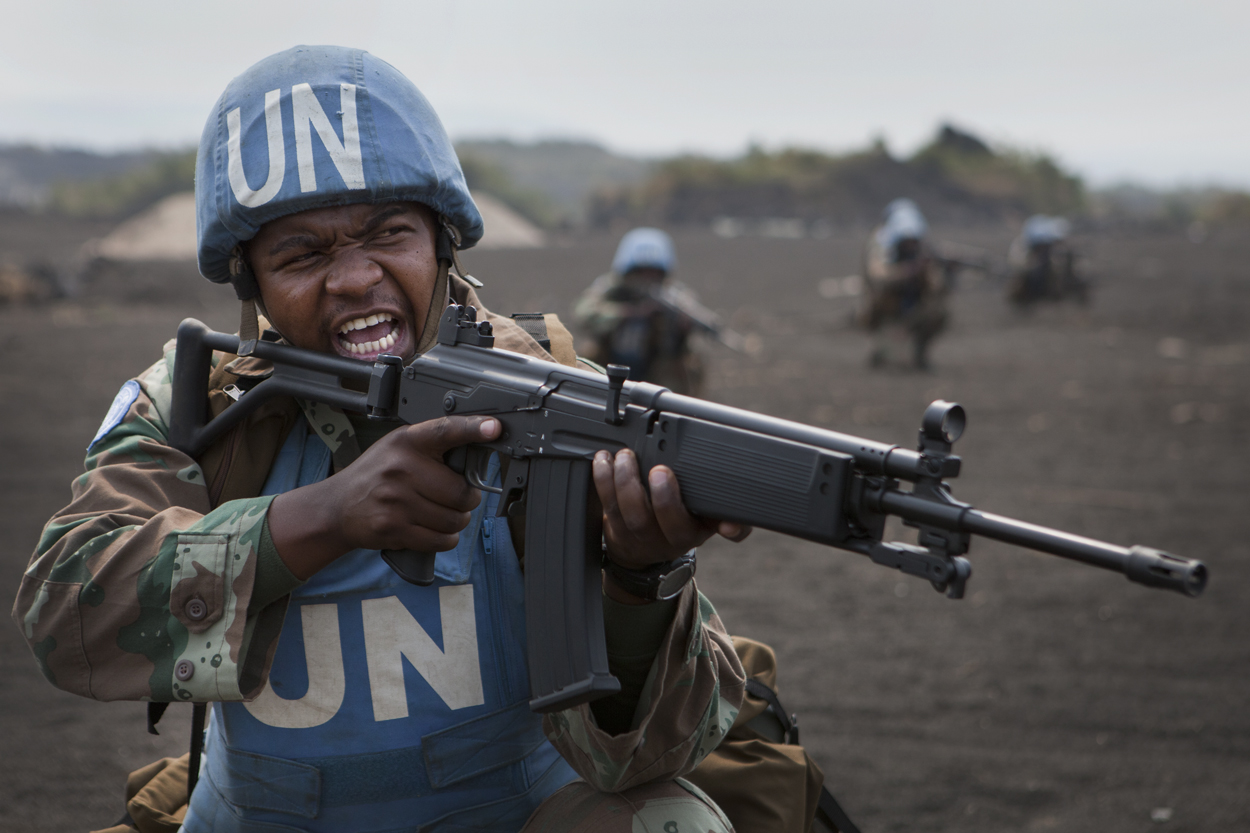
Um soldado sul-africano com o capacete azul da ONU.
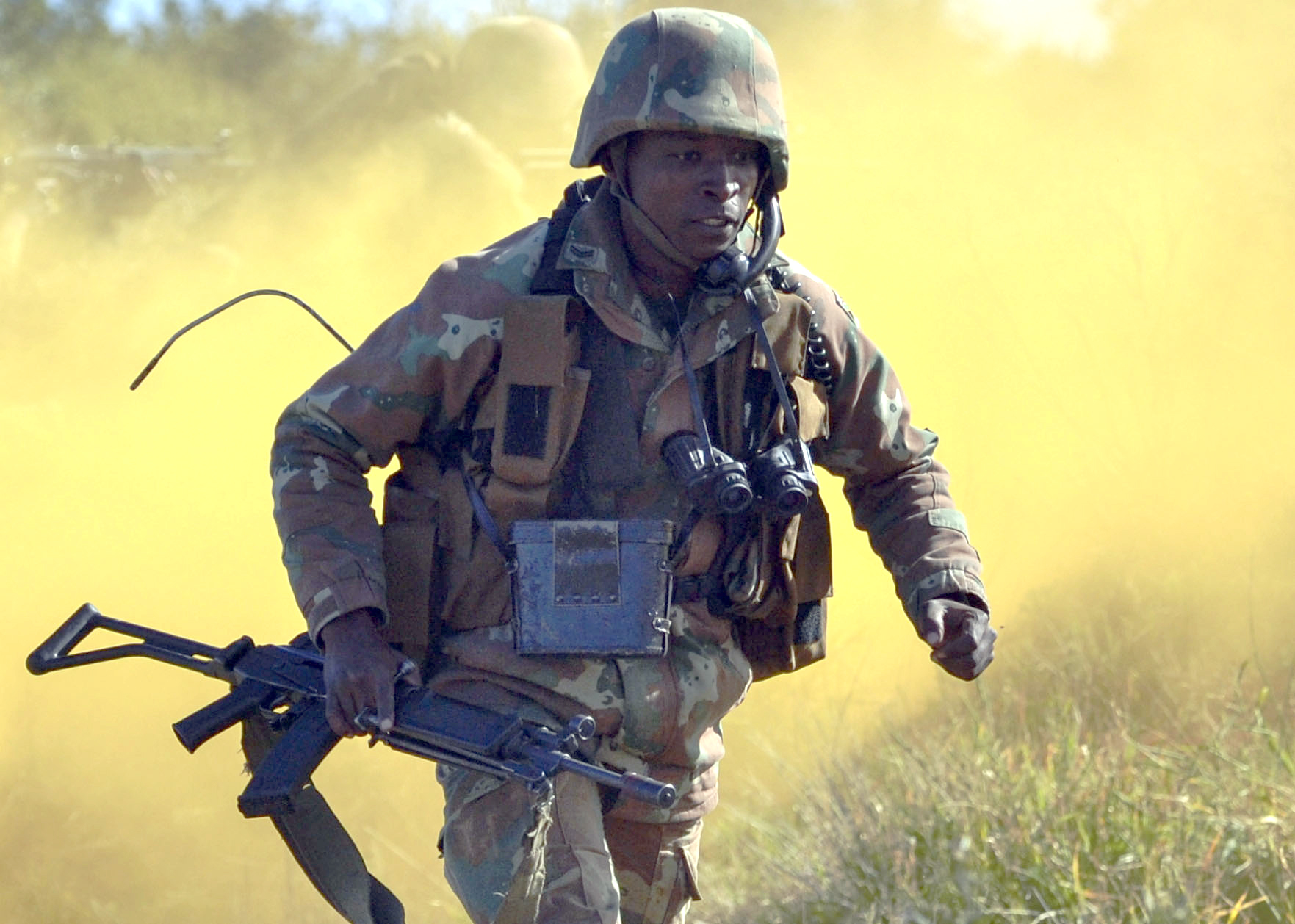
Um militar sul-africano durante um exercício de treinamento.